# Ådalenmeteoriten

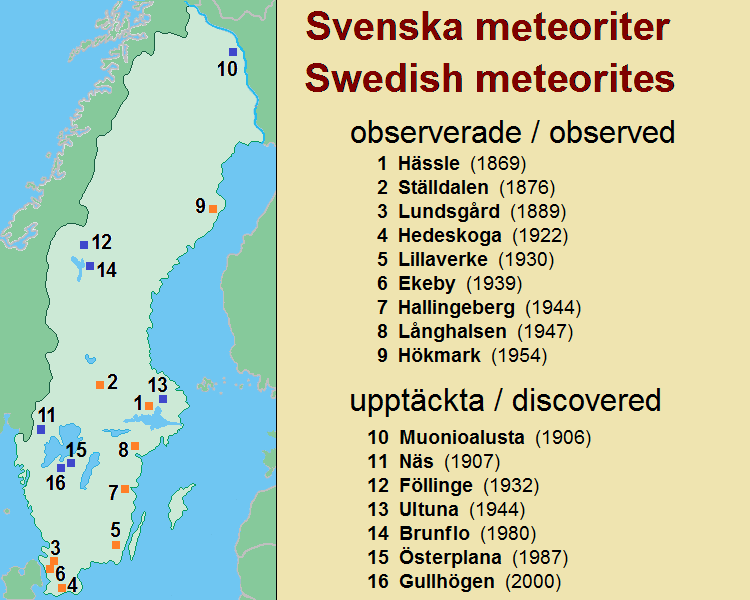
Karta över svenska meteoritnedslag från 1954

Ådalenmeteoriten, eller Refvelstameteoriten, är en järnmeteorit som slog ner på gårdens Refvelstas skog i Altuna socken i Enköpings kommun omkring klockan 20:30 den november 2020. Meteoriten hade ännu (juni 2022) inget officiellt namn.
Den 7 november 2020 passerade en bolid jordens atmosfär kl 22.27, vilket utlöste ett ljud- och ljusfenomen i Mellansverige och som beskrevs ha medfört ett kraftigt ljus under den mörka kvällen. Boliden hade en uppskattad massa av 8 000–9 000 kilogram. Delar efter denna bolid lokaliserades till ägor på gården Refvelsta i närheten av Ådalen, norr om Fjärdhundra i Enköpings kommun. Det var första gången sedan Hallingebergmeteoriten 1944, som delar av ett observerat meteoritfall hittades i Sverige. Den 5 december hittades en 30 centimeter och 13,9 kilogram tung järnmeteoritbit av två privatpersoner.
Meteoritfyndet har lett till en tvist om ägandet mellan de två privatpersonen som hittade meteoriten och ägaren till den mark som den hittades på.
Tvisten avgjordes den 19 augusti 2025; enligt Högsta domstolen är upphittarna ägare av meteoriten.
Meteoriten har fullt med små gropar (regmaglypter), som orsakats av smältning.